# McCafé
McCafé (укр. Маккафе) — це мережа закладів продажу продуктів харчування та напоїв у стилі кав'ярні, що належить компанії McDonald's. Створена та запущена в Мельбурні, Австралія, в 1993 році ліцензіатом McDonald's Ен Браун, та представлена громадськості за допомогою генерального директора McDonald's Чарлі Белла та тодішнього голови та майбутнього генерального директора Джеймса Скіннера, мережа відображає тенденцію споживачів до кави еспресо.
Звіти зазначають, що торгові точки McCafé приносили на 15% більше доходу, ніж звичайні McDonald's, і до 2003 року були найбільшим брендом кав'ярень в Австралії та Новій Зеландії. Після того, як в останнє десятиліття McDonald's Австралія експериментувала з автоматичними еспресо-пронто-машинами, але це не встигло допомогти, усі австралійські заклади згодом були відремонтовані та переобладнані в торгові точки McCafé.

## Міжнародна експансія

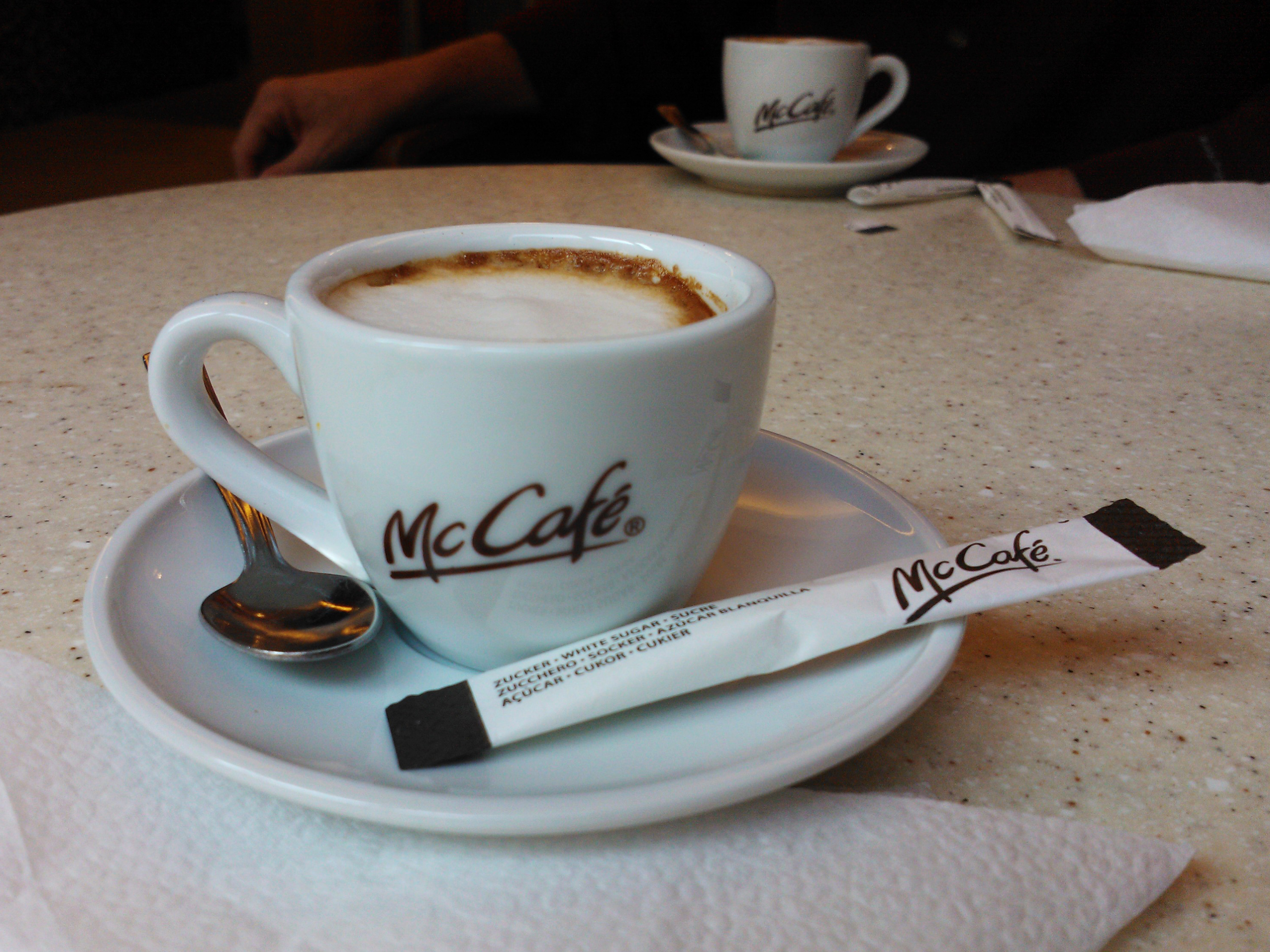
Капучино, продається в магазині McCafé в Будапешті, Угорщина

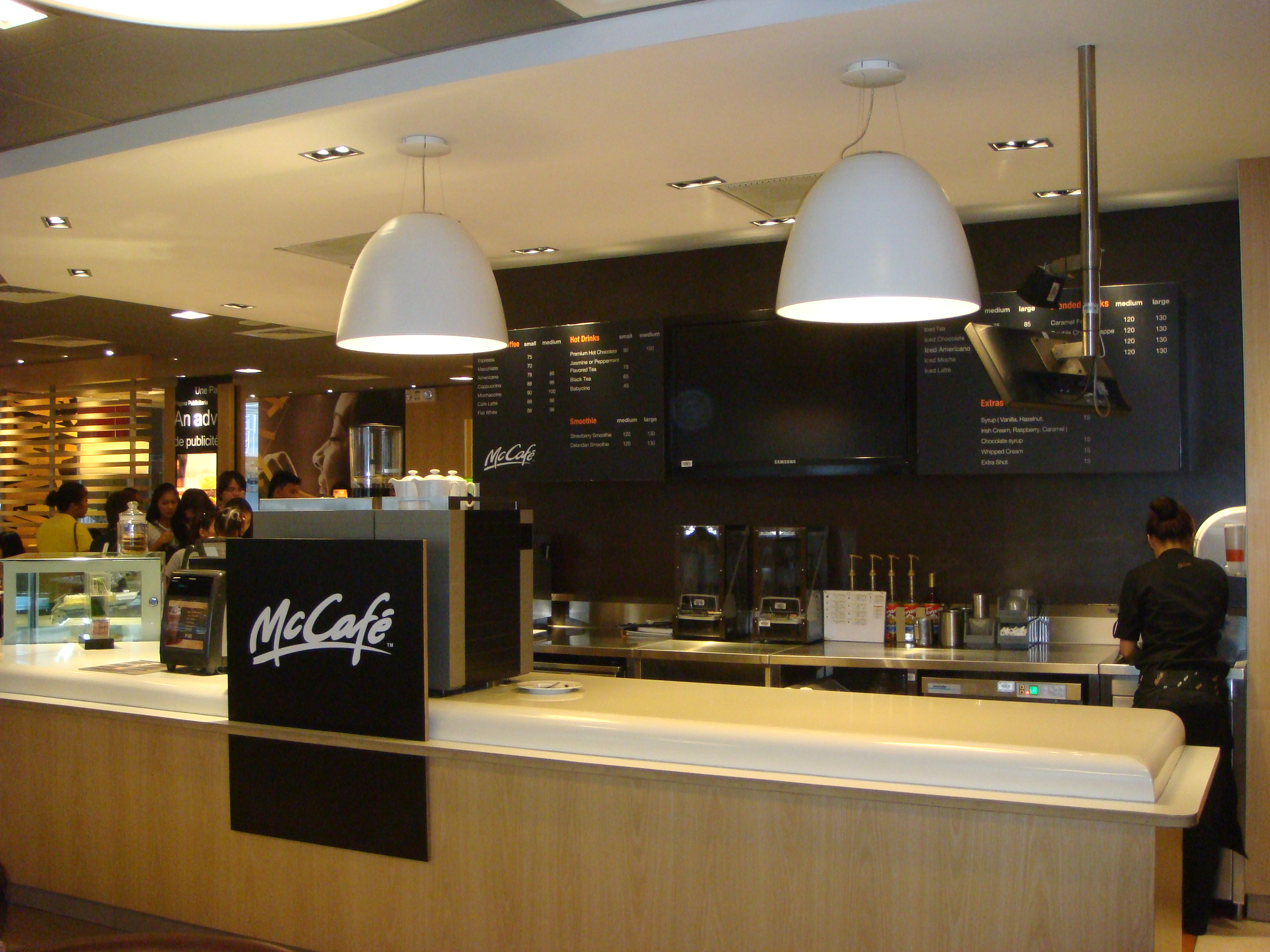
Мак-кафе в Сан-Хуані, метро Маніла, Філіппіни

Концепція McCafé була розроблена, щоб допомогти створити атмосферу та рух транспорту біля входу в магазини McDonalds на вулиці Суонстон, Мельбурн (дуже великий магазин, передня стійка якого знаходиться на значній відстані від входу в магазин). Ідея була розроблена між Чарлі Беллом та місцевою регіональною корпоративною командою (Девід Байєс, Майк Трегурта та Джим Василіадіс). Перший McCafe відкрився як корпоративний магазин у Мельбурні, а не ліцензіатом, як зазначено вище (Ен Браун базувалася в Брисбені). Перший у США відкрився в Чикаго, штат Іллінойс, у травні 2001 року, коли у світі було близько 300 закладів мережі. У 2004 році McCafé відкрився в Коста-Риці та у Франції, а наступного року концепція була запущена в Італії. У червні 2006 року перший торговий центр McCafé у Болгарії відкрився в торговому центрі Sofia. У 2007 році мережа розширилася до Японії в рамках зусиль McDonald's збільшити продажі за допомогою більш здорових супів та сандвічів та звернутися до нових клієнтів, які віддають перевагу традиційним кав'ярням. Незважаючи на те, що це відносно невелика частина загальної стратегії McDonald's, у світі їх існує 1300.
Маккафе прибув до Парагваю в 2007 році.
У серпні 2008 року McDonald's розширили свою концепцію McCafé до Південної Африки, де франшиза McDonald's вже є загальновідомим і однією з найбільших мереж швидкого харчування в країні. Наприкінці 2009 року напої McCafé можна було придбати у ресторанах McDonald's у США. McCafé відкрився в Сальвадорі 6 липня 2010 року в ресторанах McDonald's на бульварі Zona Rosa і Próceres з метою забезпечити аромат, аромат і структуру 100% сальвадорської кави для гурманів.
McCafé відкрився в Мадриді, Іспанія, 28 червня 2008 року, в ресторанах McDonald's Montera.
У липні 2010 року McCafé додав справжній фруктовий смузі до списку напоїв. У листопаді 2010 року вони додали мокку та гарячий шоколад до свого списку напоїв. У липні 2011 року вони додали заморожений полуничний лимонад та смузі з ананасовим манго до американського меню.
У 2011 році McDonald's розпочав експансію McCafé в Україні. Станом на січень 2014 року в Києві є шість мак-кафе, один у Львові, один в Одесі, один у Дніпрі та один у Харкові.
7 листопада 2011 р. McDonald's Canada запустила McCafé по всій країні, після того, як вона була доступна лише у деяких магазинах до цього оголошення. З впровадженням McCafé в Канаді, заклади McDonald's, які беруть участь, додали до свого меню мокку, капучино, еспресо, американський, латте, крижану латте, мокку з морозивом та гарячий шоколад. З McCafe, Макдональдс тепер в прямій конкуренції з Coffee Time, Country Style, Second Cup, Starbucks, Time Hortons та Timothy's на канадському ринку кави.
16 червня 2012 року McDonald's запустив перший в Малайзії McCafé в Кота-Дамансарі, а кілька інших згодом відкрилися в торгових точках Бандар-Утама, Субанг-Джая, Тітівангса і Таман-Коннот — усі вони розташовані в долині Кланг, а також в Грінлейн, Березовий дім, Набережна IJM та Міжнародний аеропорт Пенанг — все в Пенангу.
У Туреччині McCafé працює під назвою "McD Café". Перша кав'ярня відкрилася в липні 2012 року в аеропорту імені Сабіхи Гекчен. Станом на квітень 2016 року на азійській стороні Стамбула є вісім кафе Mcd, шість — на європейській, 3 — в Анталії, по 2 — в Адані та Коджаелі та по одній — в Афйонкарахісарі, Аксараї, Анкарі та Кершехірі.
У грудні 2012 року McDonald's оголосив, що буде пропонувати бренд McCafé та лінійку продуктів у всі ресторани McDonald's у Великій Британії. Сюди можна віднести додавання крижаного фраппе та крижаних фруктових коктейлів, а також ребрендинг стандартної кави McDonald's на "McCafé".
14 жовтня 2013 року компанія McDonald's випустила перший McCafé India в районі Південного Мумбаї в Мумбаї, штат Махараштра.
McDonald's представив у США загальнонаціональну кавову лінію під назвою "McCafé". У серпні 2014 року компанія оголосила, що збирається розпочати продаж кави для домашнього заварювання в супермаркетах по всій території Сполучених Штатів. Вироблена та розповсюджена у партнерстві з Kraft Foods, кава доступна у розфасованих пакетах та K-чашках.
У грудні 2015 року компанія McDonald's Canada відкрила свій перший автономний магазин McCafe у нещодавно збудованому залі Торонто Union Station.
20 березня 2018 року було відкрито перше McCafé в Мінську, Білорусь. Ще одне McCafé відкрило свої двері в Мінську 24 червня 2018 року, і ще одне планувалося відкрити до кінця 2018 року. Всього налічується вже 5 таких закладів.
У 2019 році McCafé відкрився в різних містах Пакистану.

## Зовнішні посилання
- McDonald's McCafé США [Архівовано 21 червня 2012 у Wayback Machine.]
- McCafé Австралія [Архівовано 24 грудня 2020 у Wayback Machine.]
- McDonald's McCafé - вебсайт іспаномовного ринку США [Архівовано 14 травня 2013 у Wayback Machine.]
- McDonald's із Західного Вашингтона, США Вебсайт McCafe